# Escut i bandera de Villores
L'escut i la bandera de Villores són els símbols representatius de Villores, municipi del País Valencià, a la comarca dels Ports.

## Escut heràldic
L'escut oficial de Villores té el següent blasonament:
| « | Escut ibèric amb la punta rodona; en camper de sinople, un bou passant d'argent surmontant d'una estrella de sis puntes del mateix metall. Per timbre, una corona reial oberta. | » |

## Bandera
La bandera oficial de Villores té la següent descripció:
| « | Bandera de proporcions 2:3. De verd, un bou passant de gris, sobremuntat d'una estrella de sis puntes del mateix color. | » |

## Història
L'escut s'aprovà per Resolució de 18 de març de 1992, del conseller d'Administració Pública, publicada en el DOGV núm. 1.766, de 15 d'abril de 1992.
Es tracta de l'escut d'ús immemorial, amb les armories dels Antolí (l'estel) i dels Borràs (el bou), antics senyors del poble.

Segell de 1876.

Altre segell de 1876.

En l'Arxiu Històric Nacional es conserven dos segells en tinta de Villores de 1876 on ja hi apareix el mateix escut. Els segells van acompanyats de la següent nota:
| «                                                                                      | (castellà) Reseña de los sellos de puño que tiene este Pueblo uno Moderno y otro hantiguo contienen una misma figura que se ocupa a Continuación de esta Parece reseña del sello es la de una estrella y un Buey porque este pueblo se fundó de una Masía y venian apazentar ganado bacuno del termino de Morella. | (català) Ressenya dels segells de puny que té aquest poble, un modern i un altre antic, contenen una mateixa figura que s'ocupa a continuació d'aquesta Sembla ressenya del segell és la d'una estrella i un bou perquè aquest poble es va fundar d'una masia i venien ha pasturar bestiar boví del terme de Morella. | » |
| — Villores 22 octubre 1876 - P.O.D.Sr.Alde. que no firma - el Scrio. Joaquín Bohígues. | | |   |

En «Historia, Geografía y Estadística de la Provincia de Castellón» de Bernardo Mundina, 1873, quan parla de l'escut de Villores, hi apareix la següent descripció:
| « | (castellà) Su escudo tiene un toro, y sobre este en el centro una estrella. | (català) El seu escut en té un bou, i sobre aquest, en el centre, una estrella. | » |

A finals de la dècada del 1980 l'Ajuntament es proposà rehabilitar l'escut. La Reial Acadèmia de la Història (RAH) emetí un informe favorable el 8 de març de 1991 però amb els colors canviats: amb el camper «blau» i una terrassa d'argent. Finalment, en 1992, la Generalitat aprovà l'escut actual.
La bandera s'aprovà per Resolució de 3 de maig de 2001, del conseller de Justícia i Administracions Públiques, publicada en el DOGV núm. 4.010, de 30 de maig de 2001.